# Acacia bancroftiorum
Acacia bancroftiorum é uma espécie de leguminosa do gênero Acacia, pertencente à família Fabaceae.